# Oropetium thomaeum
Oropetium thomaeum är en gräsart som först beskrevs av Carl von Linné d.y., och fick sitt nu gällande namn av Carl Bernhard von Trinius. Oropetium thomaeum ingår i släktet Oropetium och familjen gräs. Inga underarter finns listade i Catalogue of Life.